# Walled In - Murata viva
Walled in - Murata viva è un film del 2009 diretto da Gilles Paquet-Brenner con protagonista Mischa Barton, tratto dal romanzo Les Emmurés dello scrittore francese Serge Brussolo.

## Trama
Samantha Walczak è una ragazza appena laureata in ingegneria che, lavorando con l'impresa edile di famiglia, si trova a dover valutare dove sia meglio posizionare delle cariche esplosive per demolire per conto del Governo un gigantesco palazzo, che si affaccia su una palude nel cuore di una zona isolata.
Durante il sopralluogo di questo particolare palazzo, a Samantha iniziano a capitare cose strane. I pochi condomini che sono rimasti nello strambo edificio si dimostrano titubanti a darle informazione utili sul palazzo e sul suo bizzarro quanto geniale architetto, il defunto Joseph Malestrazza, e tutte le piante del palazzo in suo possesso risultano sballate e inaffidabili. L'unico inquilino che sembra prestare attenzione a Samantha è Jimmy, un ragazzino frustrato, figlio di Mary, la custode dello stabile, che gira con un cane nero, ha un rifugio sul tetto e parla di Malestrazza come se fosse ancora vivo. Incuriosita dalla reticenza dei condomini e dalle poche informazioni che si lascia sfuggire Jimmy, Samantha inizia ad indagare e, dopo una ricerca su Internet fatta in un negozio di alimentari, scopre che in quel palazzo si sono svolti diversi omicidi, almeno 16, compreso quello di Malestrazza, ed il serial killer ha murato vive tutte le sue vittime. La polizia ha incolpato degli omicidi un operaio edile pregiudicato, che, però, sembra essere svanito nel nulla. In realtà, il palazzo racchiude dentro di sé un terribile segreto.

## Produzione

### Riprese
Il film è stato girato in Francia, Canada e Stati Uniti.